# 股のぞき

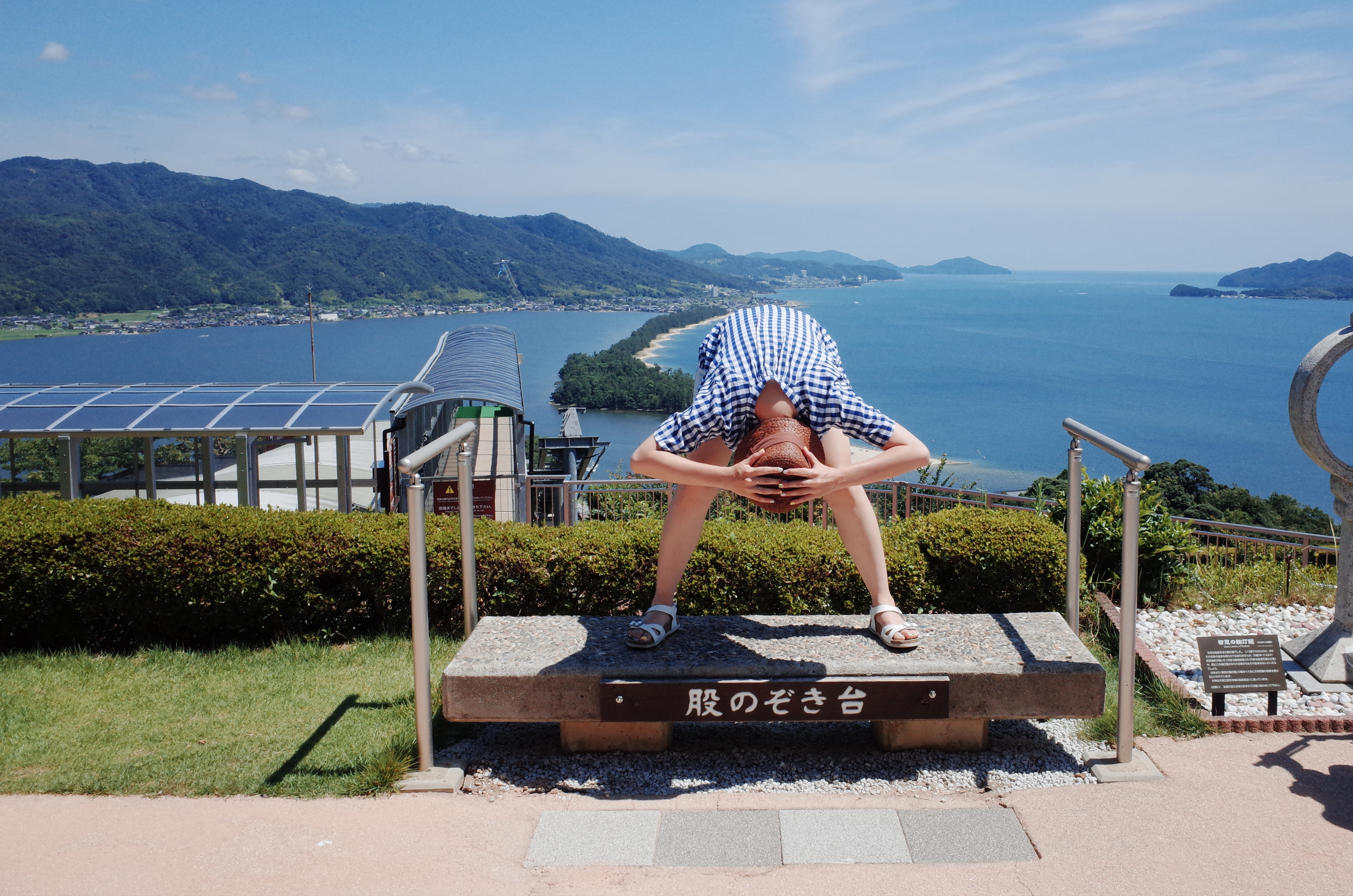
股のぞき

股のぞき（またのぞき）は、自身の股の間から顔を出し、逆さまにものを見る日本の民俗風習のひとつ。股屈み、股眼鏡とも言う。上下前後が全てアベコベとなる状況を体現したしぐさで、妖怪や幽霊にまつわる伝承や、日常空間と異世界との境界的役割を示唆する俗称などが多数残されている。

## 各地の伝承

### 妖怪を見る

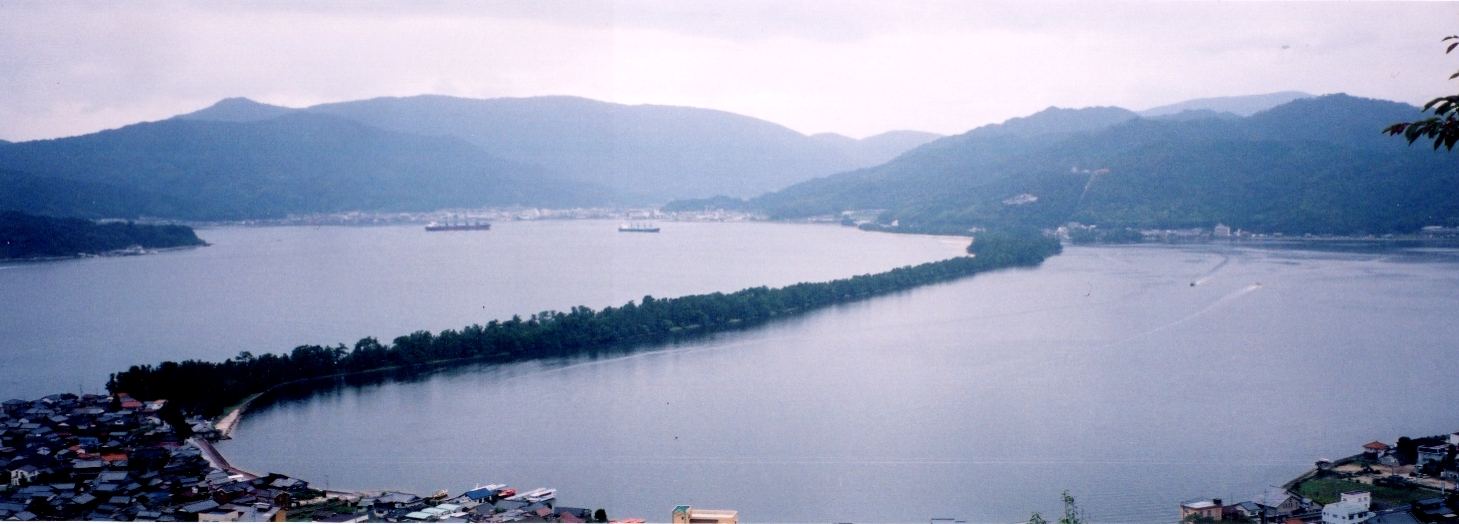
天橋立（京都府宮津市）

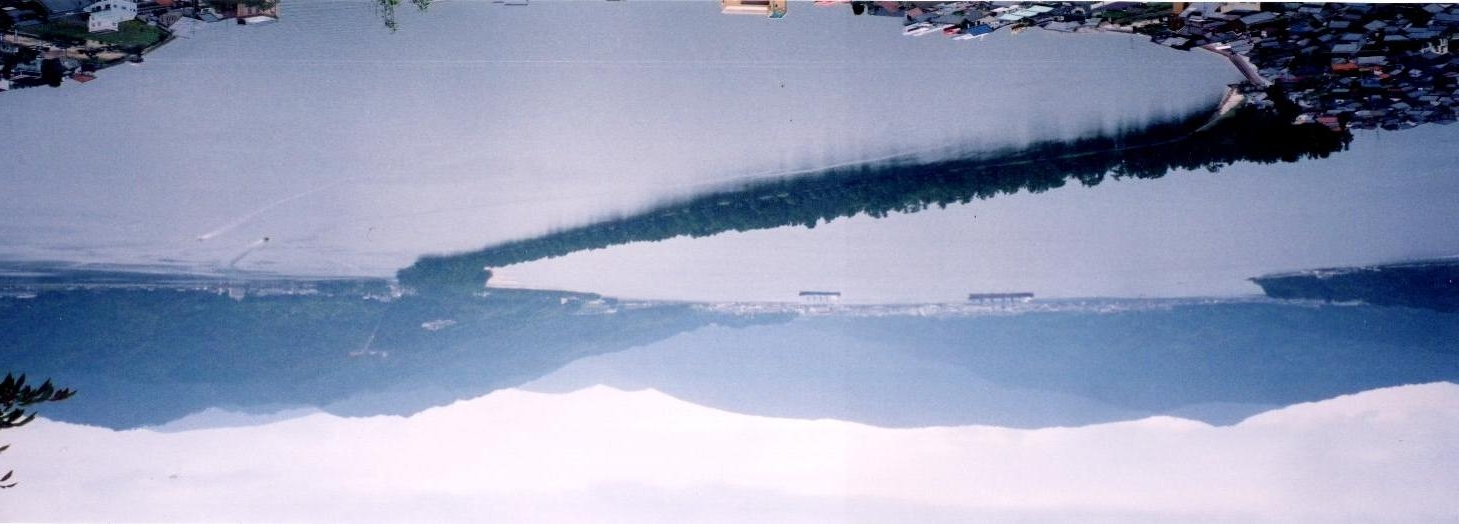
上記写真を上下反転したもの。股のぞきを行うとこのような景色となる。

日本各地の海の民俗研究を行っていた関山守彌は『日本の海の幽霊・妖怪』で、長崎県五島列島の漁師から聞いた話として、股の間から船を見ると、その船が幽霊船かどうかが判別できるという伝承を紹介している。こうした幽霊船の見分け方は屋代島（周防大島）、奄美大島など各地で伝承として漁師の間で広く知られた手法であった。また、幽霊船に限らず、人を化かそうとする物の怪を見分ける対処法のひとつとして、股のぞきは有効な対処法と見られていた。

### 未来を見る
幼児が行う股のぞきは、次の子供が生まれる前兆であるという伝承は青森県、秋田県、新潟県などの各地に伝えられており、中村和三郎は、『高志路』において「股かがみをすることで子供には次に生まれる赤ん坊の姿が見える」としている。その他、江戸後期の呪術書『船中の難を免かるる法』では、乗船する船の運航吉凶を占う方法として、股のぞきが紹介されている。

### 異国・異界を見る
堀麦水の『三州奇談』などにも紹介されているように、この世ならざる異界の風景を想像したり、遠く離れた異国の情景を見たりする手法として股のぞきがある。『三州奇談』で紹介されている富山県唐島の股のぞきの他、後述する天橋立での股のぞきがよく知られている。

## 天橋立
日本三景のひとつとして知られる京都府の天橋立は、傘松公園や天橋立ビューランドからの股のぞき・袖のぞきが観光ポイントのひとつとなっている。天橋立は『丹後国風土記』にイザナギが天へ通うために作ったものとあるように、股のぞきを行うことで、天地が逆転し、細長く延びた松林が一瞬天にかかるような情景を愉しむことができる。これは吉田皆三によって明治後期ごろに観光事業活性化の一環として喧伝された手法で、観光客を通して広まったとされる。

## 学術的研究
股のぞきを行った場合、天地が逆になるのは当然のことであるが、通常の直立した姿勢の場合と比べて小さく縮み、平らで奥行きが少ないように見える効果があることは以前から知られていた。立命館大学教授の東山篤規、大阪大学教授の足立浩平らはこの現象について学術的な研究を共同で行い、確かに錯視の効果が得られることを確認したほか、前かがみの姿勢も錯視が起こる要因であることを突き止めた。こうした成果は2006年に学術論文で発表され、2016年にイグノーベル賞知覚賞を受賞している。